# Scotopteryx umbrifera
Scotopteryx umbrifera là một loài bướm đêm trong họ Geometridae.